# Penicillium vanbeymae
Penicillium vanbeymae är en svampart som beskrevs av Pitt 1980. Penicillium vanbeymae ingår i släktet Penicillium och familjen Trichocomaceae.   Inga underarter finns listade i Catalogue of Life.